# Pachyhynobius shangchengensis
Pachyhynobius shangchengensis é uma espécie de anfíbio caudado pertencente à família Hynobiidae. Endêmica da China.